# Pirolito (semanário)
O Pirolito foi um semanário de humor e caricatura, publicado no Porto entre 24 de Janeiro de 1931 e Janeiro de 1934. O seu proprietário e editor foi Oliveira Valença, embora a direção fosse assumida por Arnaldo Leite e Carvalho Barbosa e ainda o caricaturista Cruz Caldas. Posiciona-se  politicamente ao centro, como os próprios afirmam: “o nosso jornal, sendo das esquerdas e das direitas, confessa a sua predilecção pelo centro”. Quanto ao conteúdo, o mesmo recai sobre a sociedade e os costumes: a liberdade e autonomia da mulher, a moda, a informalidade das relações e os espetáculos. Ligados ao Pirolito estão os nomes de Octávio Sérgio nas artes e Heitor Campos Monteiro e Acácio Trigueiro como colaboradores regulares na área das letras.